# HMS Limbourne (L57)
«Лімборн» (L57) (англ. HMS Limbourne (L57) — військовий корабель, ескортний міноносець типу «Хант» «III» підтипу Королівського військово-морського флоту Великої Британії за часів Другої світової війни.
«Лімборн» закладений 8 квітня 1941 року на верфі компанії Alexander Stephen and Sons у Глазго. 12 травня 1942 року він був спущений на воду, а 24 жовтня 1942 року увійшов до складу Королівських ВМС Великої Британії.
Ескортний міноносець «Лімборн» брав участь у бойових діях на морі в Другій світовій війні, бився у Північній Атлантиці, супроводжував транспортні конвої союзників.
За проявлену мужність та стійкість у боях бойовий корабель заохочений двома бойовими відзнаками.

## Історія служби
Після введення в експлуатацію «Лімборн» провів листопад на морських випробуваннях і працював у складі Домашнього флоту, базуючись на Скапа-Флоу. Залучався до супроводу лінкора «Хоу», що вирушав до Гібралтару, а на зворотному шляху ескортував авіаносець «Вікторіос» і лінкор «Герцог Йоркський» зі Середземного моря до берегів Великої Британії після висадки англо-американського десанту в Північній Африці. Після завершення корабель включили до 15-ї флотилії есмінців, що базувалася в Девонпорті.

### 1943
У ніч на 3/4 жовтня 1943 року «Лімборн» разом з однотипними міноносцями «Танатсайдом», «Венслідейлом» та есмінцями «Гренвіль» та «Ольстер» перебував у патрулі біля берегів Бретані, коли натрапили на п'ять німецьких міноносців (T22, T23, T25, T26 і T27). В результаті обміну вогнем «Лімборн» був уражений німецьким снарядом і зазнав незначного пошкодження.
22 жовтня 1943 року група британських кораблів, у складі крейсера «Карібдіс», есмінців «Гренвілль» та «Рокет», 4 ескортних міноносців типу «Хант»: «Лімбурн», «Венслейдейл», «Стівенстоун» та «Телібон» вступила в бій з німецькими кораблями біля островів Сет-Іль. Німецька група прикриття суховантажу «Мюнстерленд» включала 5 міноносців типу «Ельбінг» (T22, T23, T25, T26 і T27) з 4-ї флотилії міноносців під командуванням Франца Коглафа. У зіткненні крейсер «Карібдіс» був уражений двома торпедами, пущеними з міноносців T23 і T27 та за півгодини затонув. «Лімбурн» також дістав серйозних пошкоджень від ураження торпедою і був пізніше затоплений есмінцем «Рокет». Німці прорвалися без втрат.